# Kaple svaté Anny (Čechovice)
Kaple svaté Anny je katolická sakrální stavba v Čechovicích, části města Prostějova.
Kaple zasvěcená sv. Anně se nachází na bývalé prostranné návsi pod letitými stromy. Jedná se o běžný typ venkovské kaple z druhé poloviny 19. století. Má obdélníkový půdorys se zaobleným zaoltářím, v bočních stěnách jsou dvě úzká okna. Předsazená hranatá věž s okýnkem pod vchodovou římsou je zakončena jehlancovou střechou s jednoduchým křížem. Před kaplí je kříž, barokní socha sv. Jana Nepomuckého a památník obětem 1. světové války.
Kaple je chráněna jako kulturní památka České republiky.